# Toiberry
Toiberry is een plaats in de Australische deelstaat Tasmanië. De plaats telde 28 inwoners op 10 augustus 2021. Toiberry ligt zo'n negen kilometer ten westen van Longford.

## Geografie
Toiberry ligt in de LGA Northern Midlands Council.
| Aangrenzende kernen | Aangrenzende kernen | Aangrenzende kernen | Aangrenzende kernen | Aangrenzende kernen |
| ------------------- | ------------------- | ------------------- | ------------------- | ------------------- |
|                     |                     |                     |                     |                     |
|                     |                     |                     |                     |                     |
| Bishopsbourne       | Longford            |                     |                     |                     |
|                     |                     |                     |                     |                     |
|                     |                     | Cressy              |                     |                     |

## Infrastructuur
De C518 loopt door Toiberry, van het noordoosten naar het westen.